# Cantonul Péronne
Cantonul Péronne este un canton din arondismentul Péronne, departamentul Somme, regiunea Picardia, Franța.

## Comune
- Aizecourt-le-Haut
- Allaines
- Barleux
- Biaches
- Bouchavesnes-Bergen
- Bouvincourt-en-Vermandois
- Brie
- Buire-Courcelles
- Bussu
- Cartigny
- Cléry-sur-Somme
- Doingt
- Estrées-Mons
- Éterpigny
- Feuillères
- Flaucourt
- Mesnil-Bruntel
- Moislains
- Nurlu
- Péronne (reședință)
- Villers-Carbonnel